# Bill Hale
William „Bill“ Hale (* 1. September 1922 in Ada, Oklahoma; † 29. Oktober 2011 in Rowlett, Texas) war ein US-amerikanischer Schauspieler.

## Leben
Hale wurde als William Ely in Ada im US-Bundesstaat Oklahoma geboren und wuchs in Shawnee auf.
Sein Vater Herod Ely arbeitete zunächst in Ada und Enid, bevor sich die Familie in Shawnee niederließ und Herod Ely Evangelist in der Church of God wurde. Nach der Scheidung der Eltern, blieben er und seine Brüder Bob und Samuel Buren bei der Mutter, die später wieder heiratete. Sein Bruder Samuel Buren wurde als der „singende Cowboy“ Monte Hale bekannt.
Bill Hale starb im Alter von 89 Jahren und fand auf dem Fairview Park Cemetery in St. John, Kansas, seine letzte Ruhe. Seine Ehefrau, Gladys Mae Ward, starb nur 22 Tage nach ihm und wurde im gemeinsamen Grab beigesetzt.

## Karriere
Eine erste Rolle vor der Kamera hatte er 1947 in Last Frontier Uprising. Es folgten von 1947 bis 1962 zahlreiche Filme, Fernsehfilme und Fernsehserien, viele aus dem Westerngenre. Im Jahr 1951 spielte er an der Seite von Ray Corrigan, Max Terhune und Virginia Herrick in der in Farbe produzierten Pilotfolge der Westernserie The Buckskin Rangers, die allerdings nicht in Produktion ging. 1962 zog er sich mit einer letzten Rolle in Stakeout! aus der Schauspielerei zurück. In den Jahren 1971 und 1978 war er nochmals vor der Kamera in den Filmen Evel Knievel und Coming Home – Sie kehren heim zu sehen.
Im deutschen Sprachraum wurde Hale unter anderem von Jörg Döring, Ernst Jacobi und Horst Manz synchronisiert.

## Filmografie (Auswahl)
- 1947: Last Frontier Uprising
- 1947: Die Unbesiegten
- 1947: Gun Talk
- 1948: Frontier Agent
- 1948: Courtin’ Trouble
- 1948: Hidden Danger
- 1949: Law of the Golden West
- 1949: Range Justice
- 1950: Die Letzten von Fort Gamble
- 1950: Raiders of Tomahawk Creek
- 1950: Counterspy Meets Scotland Yard
- 1951: Burg der Rache
- 1951: Silver Canyon
- 1951: Gib Gas, Joe!
- 1951: Die rote Tapferkeitsmedaille
- 1951: The Adventures of Kit Carson (Fernsehserie)
- 1951: The Range Rider (Fernsehserie)
- 1951: The Buckskin Rangers
- 1952: Rivalen im Sattel
- 1952: Wir sind gar nicht verheiratet
- 1953: The Cisco Kid (Fernsehserie)
- 1953: My Little Margie (Fernsehserie)
- 1953: Heißer Westen
- 1953: Schwere Colts in zarter Hand
- 1954: Die Autofalle von Las Vegas
- 1954: Battle of Rogue River
- 1954: Massacre Canyon
- 1955: Apache Ambush
- 1955: Meine Schwester Ellen
- 1955: Draußen wartet der Tod
- 1956: Fury at Gunsight Pass
- 1956: Großer Adler – Häuptling der Cheyenne (Fernsehserie)
- 1956: Rauchende Colts (Fernsehserie)
- 1956: The First Traveling Saleslady
- 1956: Blut an meinen Händen
- 1956: Giganten
- 1956: Präriebanditen
- 1956: The White Squaw
- 1957: The Ford Television Theatre (Fernsehserie)
- 1957: Von Cowboys gejagt
- 1957: Playhouse 90 (Fernsehserie)
- 1957: The Silent Service (Fernsehserie)
- 1957: The Buckskin Lady
- 1957: Zähl bis drei und bete
- 1957: No Time to Be Young
- 1957: Corky und der Zirkus (Fernsehserie)
- 1957: Jailhouse Rock – Rhythmus hinter Gittern
- 1957: Sergeant Preston (Fernsehserie)
- 1956–1957: Die Texas Rangers (Fernsehserie)
- 1957: Jane Wyman Show (Fernsehserie)
- 1957: Reif für den Galgen
- 1958: Cowboy
- 1958: Harte Männer – harte Fäuste
- 1958: Die Rache des Texaners
- 1951–1958: Adventures of Wild Bill Hickok (Fernsehserie)
- 1958: Wagon Train (Fernsehserie)
- 1958: In Colorado ist der Teufel los
- 1955–1958: Rintintin (Fernsehserie)
- 1958: Bat Masterson (Fernsehserie)
- 1955–1959: Im Wilden Westen (Fernsehserie)
- 1956–1959: Sky King (Fernsehserie)
- 1959: Der Revolverheld von Laredo
- 1959: Markham (Fernsehserie)
- 1959: Keine Gnade für Tom Dooley
- 1959: Rescue 8 (Fernsehserie)
- 1959–1960: Tausend Meilen Staub (Fernsehserie)
- 1961: Meine drei Söhne (Fernsehserie)
- 1961: Wells Fargo (Fernsehserie)
- 1961: Der zweite Mann (Fernsehserie)
- 1961: Erwachsen müsste man sein (Fernsehserie)
- 1961: Shotgun Slade (Fernsehserie)
- 1962: Airborne
- 1962: Das zerrissene Lasso
- 1962: Stakeout!
- 1971: Evel Knievel
- 1978: Coming Home – Sie kehren heim